# Benjamin Atiabou
Benjamin Atiabou (* 19. Jänner 2004 in Salzburg) ist ein österreichischer Fußballspieler.

## Karriere

### Verein
Atiabou begann seine Karriere beim Salzburger AK 1914. Im Oktober 2009 wechselte er zum FC Red Bull Salzburg. Zur Saison 2012/13 wechselte er in die Jugend des Farmteams FC Liefering. Zur Saison 2016/17 kehrte er zu Red Bull Salzburg zurück, wo er ab der Saison 2018/19 sämtliche Altersstufen in der Akademie durchlief. Nach drei Jahren in der Akademie rückte er zur Saison 2021/22 in den Profikader des FC Liefering.
Sein Debüt für Liefering in der 2. Liga gab er im Juli 2021, als er am zweiten Spieltag jener Saison gegen den SKN St. Pölten in der Startelf stand. Zu Anfang seiner zweiten Profisaison riss Atiabou sich schon nach sechs Ligaspielen das Kreuzband und fiel für den Rest der Saison aus. Nach der Saison 2023/24 verließ er Salzburg ablösefrei und wechselte im September 2024 nach Deutschland zur viertklassigen Reserve von Bundesligist Werder Bremen. Auch hier blieb dem Verteidiger das Verletzungspech hold und er zog sich bereits nach wenigen Einsätzen in der Regionalliga Nord erneut einen Riss des Kreuzbandes zu, was seine Premierensaison in Deutschland jäh beendete.

### Nationalmannschaft
Atiabou spielte im Februar 2019 erstmals für eine österreichische Jugendnationalauswahl. Im September 2021 debütierte er gegen Tschechien für die U-18-Mannschaft.